# Дьявол носит Prada (фильм)
«Дьявол носит Prada» (англ. The Devil Wears Prada) — комедийная драма режиссёра Дэвида Френкеля по одноимённой книге Лорен Вайсбергер, рассказывающая о девушке, попавшей на работу в один из наиболее влиятельных модных журналов. Фильм привлёк к себе внимание, в числе прочего, тем, что, по мнению критиков, прототипом одной из главных героинь стала Анна Винтур, редактор журнала Vogue, известная своим жёстким стилем руководства. Фильм является одним из рекордсменов по затратам на костюмы, которые составили около миллиона долларов.

## Сюжет
Молодая девушка Андреа „Энди“ Сакс, выпускница Северо-Западного университета, пытается сделать карьеру в Нью-Йорке в сфере журналистики, однако находит лишь работу младшей ассистентки (фактически — секретаря и «девочки на побегушках») главного редактора журнала мод «Подиум» (англ. Runway), «легендарной личности», — Миранды Пристли. Отсутствие у кандидатки чувства стиля и её незнание мира моды сразу бросается в глаза, но Миранда неожиданно для всех берёт её на работу.

Мерил Стрип в роли Миранды Пристли

Сначала работа кажется Энди настоящим адом: Миранда требовательна, капризна и не признаёт невозможного, никогда не объясняет и не повторяет своих распоряжений, но требует, чтобы ассистентки помнили всё, что ей может потребоваться. Она скупа на похвалу и постоянно распекает подчинённых по любому поводу. В любой момент она может перенести запланированный срок на более ранний и тут же гневно спросить: «Почему до сих пор не готово?!». Понятия «рабочий день» для Энди не существует — она должна быть готова в любое время дня и ночи выполнять очередное внезапно возникшее поручение. Не всё ладится и с новыми коллегами: старшая ассистентка, Эмили, очень надменна, а отсутствие у Энди знаний о моде поначалу делает её объектом насмешек.
Энди старается изо всех сил и терпит придирки босса, ведь для того, кто хотя бы год проработал под началом Миранды, в мире журналистики открываются все двери. С помощью креативного директора Найджела Энди учится подбирать себе подходящие наряды и аксессуары. По работе она знакомится с модным писателем Кристианом Томпсоном (Саймон Бейкер), который обещает помочь Энди с её будущей карьерой. Профессионализм её растёт, выравниваются и отношения с Эмили. Перелом наступает в тот день, когда Миранда требует невозможного — достать для своих дочерей ещё не опубликованную книгу о Гарри Поттере. Энди уже готова всё бросить и сдаться, но с помощью Кристиана ей удаётся выполнить задания и впервые удостоиться молчаливого, но явного одобрения начальницы.
Одновременно с успехами на работе у Энди начинаются проблемы в личной жизни. Она отдаляется от друзей и близких, уделяет всё меньше времени своему бойфренду Нейту, молодому повару. Нейт пытается объяснить Энди, что у неё сместились приоритеты и она становится одной из тех, над кем раньше сама смеялась, но Энди не желает ничего слушать.

Найджел переодевает Энди

Миранда ставит Энди в известность, что берёт её с собой на осеннюю неделю моды в Париж. Энди хочет отказаться, ведь для Эмили, несколько месяцев готовившейся к этой поездке, решение босса будет страшным ударом, но Миранда предупреждает, что отказ неблагоприятно скажется на её карьере. Утром следующего дня Эмили сбивает машина. Она оказывается в больнице, что избавляет Энди от необходимости выбора. Энди сообщает Нейту о своей поездке за день до отъезда, между ними происходит ссора и разрыв.
В Париже Энди оказывается свидетельницей развязки интриги, которую затеял Ирв Равитц, председатель совета директоров, планирующий сместить крайне дорогостоящую для издательского дома Миранду и поставить на её место Жаклин Фолле, редактора французской версии «Подиума». Кристиан Томпсон, ухаживающий за Энди, сообщает ей эту информацию как конфиденциальную и предлагает ей место в новой команде, где сам уже получил место литературного редактора. Энди решает предупредить Миранду о готовящемся «дворцовом перевороте». Но оказывается, Миранда знала о планах Ирва и приняла меры, вынудившие его пойти на попятную. Однако при этом она пожертвовала Найджелом, отдав Жаклин в качестве отступного ранее твёрдо обещанное Найджелу высокооплачиваемую и комфортную должность. Энди шокирована поступком Миранды и высказывает ей это. Миранда заявляет, что её поступок естественен для человека, делающего карьеру, после чего с одобрением замечает, что, наблюдая за тем, как Энди пыталась её предупредить, обнаружила в ней многие собственные черты: преданность делу, упорство и решительность. Энди оставляет Миранду и уходит с должности, символически выбросив свой неумолкающий служебный телефон.
Вернувшись в Нью-Йорк, Энди мирится с Нейтом и находит работу репортёра в нью-йоркской газете. Новый начальник сообщает, что наводил о ней справки и получил факс от самой Миранды Пристли, в котором «она написала, что из всех ассистенток Вы принесли ей самое большое разочарование, и… что если я Вас не возьму, значит, я идиот». В заключительной сцене Энди, проходя мимо места бывшей работы, звонит Эмили, предлагая забрать себе наряды, привезённые из Парижа. Эмили старается говорить с ней сухо, но, повесив трубку, улыбается, после чего заявляет новой младшей ассистентке, что та пришла на место неоценимого работника. Энди встречается взглядом с выходящей из офиса Мирандой и машет ей рукой. Та не отвечает на приветствие, но в машине, проводив девушку взглядом, мягко улыбается, а затем своим привычным «железным» тоном командует шофёру: «Вперёд!».

## В ролях
- Мерил Стрип — Миранда Пристли, главный редактор журнала Подиум. Её боятся все сотрудники редакции и многие представители мира моды. Её власть настолько велика, что она легко может отказаться от не понравившихся ей снимков с фотосессии стоимостью $300 000 и заставить дизайнера переделывать всю коллекцию. В начале фильма замужем вторым браком, но к концу фильма разводится. У неё есть две дочери-двойняшки.
- Энн Хэтэуэй — Андреа (Энди) Сакс, выпускница Northwestern University по специальности журналист, которая, несмотря на отсутствие знаний в области моды, была принята на работу младшей ассистентки властной и требовательной Миранды Пристли.
- Эмили Блант — Эмили, старшая ассистентка Миранды Пристли, напарница Энди. Послушно выполняет все задания босса, терпеливо выслушивает критику и издёвки в свой адрес и надеется, что за хорошую работу Миранда возьмёт её с собой на осеннюю неделю моды в Париж (в конечном итоге, Миранда берёт вместо неё Энди).
- Стэнли Туччи — Найджел, креативный директор журнала Подиум. Единственный человек в редакции, которому Энди, как ей кажется, может доверять, хотя он тоже критикует её манеру одеваться и полноту. Один из немногих людей, кто умудряется соответствовать всем требованиям Миранды. Фанатично предан своей профессии.
- Саймон Бейкер — Кристиан Томпсон, успешный и привлекательный писатель, очарованию которого Андреа не в состоянии сопротивляться. Помогает ей получить неопубликованную рукопись седьмой книги о Гарри Поттере для дочерей Миранды, чем спасает её от увольнения, а также намекает на то, что может помочь Энди в её стремлении стать журналистом.
- Эдриан Гренье — Нейт Купер, бойфренд Энди, повар в одном манхэттенском ресторане. Ближе к концу фильма они расходятся, потому что Энди всё больше времени уделяет своей работе, но в одной из финальных сцен делает намёк, что их отношения могут иметь продолжение.
- Трейси Томс — Лили, близкая подруга Энди.
- Рич Соммер — Даг, финансовый аналитик, друг Энди по колледжу.
- Дэниэл Санжата — Джеймс Холт, молодой преуспевающий дизайнер.
- Стефани Шостак - Жаклин Фолле, главный редактор французской версии Подиума, претендент на должность главного редактора журнала Подиум вместо Миранды Пристли.
- Дэвид Маршалл Грант — Ричард Сакс, отец Энди.
- Тибор Фельдман — Ирв Равитц, глава совета директоров.
- Жизель Бюндхен — Сирина, сотрудница редакции Подиума, подруга Эмили.
- Химена Ойос — Лючия

## История создания
Режиссёр картины Дэвид Френкель и продюсер Венди Файнерман прочитали книгу «Дьявол носит Prada» в её издаваемом виде. Её экранизация должна была стать второй серьёзной работой Френкеля. Он, кинооператор Флориан Баллхаус и дизайнер костюмов Патриция Филд уже имели серьёзный опыт по части съёмок подобных фильмов, так как участвовали в создании сериала «Секс в большом городе».

### Подготовка к съёмкам
Четыре сценариста работали над сценарием до Алин Брош Маккенна, которая внесла в него свои правки, основанные на личном опыте работы в издательстве одного модного журнала, сделала вариант, устроивший Файнерман и Френкеля. Получившийся сценарий перестроил сюжет преимущественно вокруг конфликта между Энди и Мирандой. Маккенна также сделала Миранду менее коварной по просьбе режиссёра и продюсера, но возместила это послабление в её требовательности к работникам. Хэтэуэй была единственной актрисой, рассматриваемой на роль Энди, в силу некоторых её индивидуальных особенностей. Блант, обожаемая Файнерман за её чувство юмора, отрицала слухи, что сбросила вес по требованию создателей фильма. Она настаивала на том, чтобы Эмили выглядела в её исполнении по-британски. Жизель Бюндхен согласилась играть только с условием, что ей не достанется роль модели.
Туччи был одним из последних утверждённых актёров.  Он построил образ Найджела на основе характеров людей, с которыми был знаком, а также настаивал на ношении очков, в которых его персонаж появляется в фильме. Санжата, прочитав роль Туччи, отнёсся к ней без особого энтузиазма, поскольку только что окончил работу над подобным персонажем, но, прочитав роль Холта, поменял свою точку зрения и попросил устроить для него прослушивание на эту роль. Продюсеры посмотрели видеозапись, которую он им прислал, на ней он был одет в тот самый зелёный жакет, в котором на экране впервые встречается с Энди.
Считается, что прообразом Миранды для Вайсбергер была Анна Винтур, властный редактор журнала Vogue. Поговаривали, что Винтур предупредила всех известных дизайнеров, приглашённых принять участие в камео для фильма, что если они примут это предложение, то больше никогда не появятся на страницах журнала Vogue, а другие известные женские журналы мод не напечатали обзоров фильма и ни словом не обмолвились на своих страницах о книге. Сотрудники редакции Vogue отрицали существование запрета, но Патриция Филд заметила, что многие дизайнеры поделились с ней, что не хотят рисковать, опасаясь ненароком разгневать Винтур. Винтур позже преодолела свой изначальный скептицизм и сказала, что ей понравился фильм в целом и игра Мерил Стрип в частности.
Только Валентино, разработавший дизайн вечернего платья Стрип, в котором она была на благотворительном вечере в одной из финальных сцен фильма, захотел принять участие в съёмках. Во время подготовки к съёмкам он находился в Нью-Йорке, и Файнерман попросила Филд устроить ей встречу с Валентино, чтобы предложить ему сняться в эпизоде. Тот согласился. Из знаменитостей, кроме Валентино, в эпизодах фильма снялись Хайди Клум в роли самой себя, Жизель Бюндхен в камео и сама Лорен Вайсбергер в роли няни дочерей-двойняшек Миранды.

### Съёмки
Предварительные съёмки места действия заняли почти 60 дней в Нью-Йорке и Париже между октябрём и декабрём 2005 года. Бюджет фильма составил $35 миллионов. Баллхаус, при поддержке Файнерман и Френкеля, отснял массу материала, включая интерьеры и внешние виды, чтобы этими видами на заднем плане хотя бы частично передать занятость индустрии моды и всего Нью-Йорка. Он использовал передвижные камеры для съёмок сцен деловых встреч в офисе Миранды, чтобы лучше передать поток действия, а также ускоренную съёмку входа Андреа в здание издательского дома Elias-Clark в начальной сцене фильма. Наложение видео было необходимо преимущественно для создания внешних видов за окнами офисов и мерседеса, в котором проходит финальный диалог Миранды и Андреа.

#### Игра актёров
Стрип приняла осознанное решение своей игрой не создавать из Миранды Винтур, не делать на их сходстве акцента и изобразить Миранду скорее американкой, нежели британкой («Я чувствовала, что это сильно меня ограничит»). «Я думаю, она не хотела, чтобы люди путали экранную Миранду Пристли и Анну Винтур», — сказал Френкель. — «Поэтому с самого начала съёмок она смотрела на Миранду совсем по-другому и в соответствии с этим играла в фильме». Фразы «это всё» и «пожалуйста, надоедайте кому-нибудь другому…» стали всеми узнаваемыми в её исполнении; манера Миранды кидать своё пальто на стол Андреа и отказ от стейка за ланчем были взяты из романа. Стрип готовилась к роли, читая протеже Винтур и мемуары легендарного редактора Vogue Дианы Вриленд. Она потеряла достаточно в весе, чтобы позволить себе одеваться во все те наряды, в которых она блистает в фильме. Работу Стрип оценили множество критиков, за эту роль она получила несколько наград и номинаций, включая номинацию на «Оскар» (14-ю в её личном списке) и премию «Золотой глобус» как лучшая актриса в кинокомедии или мюзикле.
Хэтэуэй готовилась для роли, неделю работая вольнонаёмной ассистенткой в одном аукционном доме. Френкель сказал, что она была «ужасно напугана» перед съёмками первой сцены со Стрип. Та, в свою очередь, начала знакомство с Хэтэуэй со слов: «Я думаю, Вы идеально подходите на эту роль, и я очень рада, что мы будем работать вместе». Сразу после этого Стрип добавила, что это была первая и единственная приятная фраза, которую Хэтэуэй от неё услышит. Стрип применила такой подход ко всем, держа всех членов съёмочной группы при обсуждении всех вопросов на расстоянии.
Она также предложила снять незапланированную сцену, в которой Миранда проводит совещание с сотрудниками редакции — единственную в фильме, на которой не присутствует Энди. Также идея показать Миранду без косметики в сцене, где та рассказывает Энди о своих переживаниях по поводу того, как отразится на состоянии дочерей-двойняшек очередной её публичный развод, принадлежит Мерил.

#### Дизайн костюмов
Френкель, который работал с Патрисией Филд над фильмом «Рапсодия Майами» ещё до его дебютного «Секса в большом городе», знал, что подобрать хорошие костюмы для актёров, снимающихся в фильме об индустрии моды — задача крайне сложная. «Моя роль заключалась в том, чтобы набрать актёров и уйти», — шутил он позже.
Дизайнеры, не захотевшие появиться на экране, очень помогли Филд с костюмами. Однако изначально запланированного на это бюджета в $100 000 не хватило, его пришлось пополнять с помощью друзей из индустрии. В конечном итоге дизайн костюмов обошёлся создателям фильма в $1 миллион, что сделало фильм одним из самых дорогих в истории по этому показателю. Одно только ожерелье Миранды было куплено за $100 000.
Chanel пожелал одеть Хэтэуэй для фильма, Dolce & Gabbana и Calvin Klein также помогли Филд. Хотя Филд не стала делать Стрип похожей на Винтур, она одела её в основном в наряды от Prada. (По собственным подсчётам Филд 40 % туфель, которые носила в фильме Стрип, были производства Prada). Филд также добавила, что зрители не должны видеть в этом намёка на Винтур, и что «Мерил нисколько не похожа на Анну, поэтому даже если бы я захотела скопировать Анну, то не смогла бы». И всё же было решено, что, подобно Винтур и её предшественнице Диане Вриленд, у Миранды должна быть какая-то отличительная черта − белый парик с хохолком, который она носила вместе с другой одеждой. Филд сказала, что избежит преобладания модных тенденций в образе Миранды, заменив их стилем «одежды богатой леди». Она не хотела, чтобы люди легко признавали то, во что Миранда была одета.

## Саундтрек
Список композиций, использованных в фильме (согласно очерёдности проигрывания):
1. KT Tunstall — Suddenly I See
2. Madonna — Jump
3. Bitter-sweet — Bittersweet Faith
4. U2 — City of Blinding Lights
5. Madonna — Vogue
6. Jamiroquai — Seven Days In Sunny June
7. Alanis Morissette — Crazy
8. Moby — Beautiful
9. Ray Lamontagne — How Come
10. Azure Ray — Sleep
11. DJ Colette — Feelin’ Hypnotized
12. Mocean Worker — Tres Tres Chic
13. David Morales — Here I Am
14. Theodore Shapiro — Suite From The Devil Wears Prada

## Прокат
Фильм вышел в прокат в США 30 июня 2006 года, в Великобритании, СНГ и Украине — 5 октября 2006 года, в Германии, Греции и Нидерландах — 12 октября 2006 года.

## Восприятие
На сайте Rotten Tomatoes фильм имеет рейтинг одобрения 75 % на основе 195 рецензий, а также средний рейтинг 6,7 из 10. Наибольших похвал критиков удостоилась актёрская игра Стрип и Хэтэуэй.
Дэвид Эдельштейн в New York Magazine раскритиковал фильм в целом, но похвалил Стрип за «потрясающую минималистскую сдержанную игру». Джей Хоберман из The Village Voice посчитал фильм улучшенной версией книги и отметил, что героиня Стрип оказалась «самой страшной, самой тонкой и забавной кинозлодейкой со времён Белой Ведьмы Тильды Суинтон в „Хрониках Нарнии“».
Валерий Кичин резюмировал: «Фильм крайне неровен: его бросает от азартного бурлеска к нравоучительной мелодраме, и к финалу он бессильно увядает».

## Продолжение
В июле 2024 года сообщалось, что Walt Disney Studios приступила к ранней разработке сиквела. Дэвид Франкель вел переговоры о возвращении в качестве режиссера, в то время как Маккенна и Файнерман собирались снова написать сценарий и выступить продюсерами соответственно.
30 июня 2025 года стартовали съёмки сиквела. К своим ролях вернулись Мерил Стрип, Энн Хэтэуэй, Эмили Блант и Стэнли Туччи. Кроме того, к актёрскому составу присоединился Кеннет Брана, который исполнит роль мужа Миранды Пристли. Эдриан Гренье в сиквеле не появится. Премьера фильма намечена на 1 мая 2026 года.

## Награды и номинации
Полный перечень наград и номинаций — на сайте IMDb.
| Премия                         | Категория                                 | Имя                                 | Результат |
| ------------------------------ | ----------------------------------------- | ----------------------------------- | --------- |
| Оскар                          | Лучшая женская роль                       | Мерил Стрип                         | Номинация |
| Оскар                          | Лучший дизайн костюмов                    | Патриция Филд                       | Номинация |
| Золотой глобус                 | Лучший фильм — комедия или мюзикл         |                                     | Номинация |
| Золотой глобус                 | Лучшая женская роль в комедии или мюзикле | Мерил Стрип                         | Победа    |
| Золотой глобус                 | Лучшая женская роль второго плана         | Эмили Блант                         | Номинация |
| BAFTA                          | Лучшая женская роль                       | Мерил Стрип                         | Номинация |
| BAFTA                          | Лучшая женская роль второго плана         | Эмили Блант                         | Номинация |
| BAFTA                          | Лучший адаптированный сценарий            | Алин Брош Маккена                   | Номинация |
| BAFTA                          | Лучший дизайн костюмов                    | Патриция Филд                       | Номинация |
| BAFTA                          | Лучший грим и причёски                    | Никки Ледерманн, Энджел Де Энджелис | Номинация |
| Премия Гильдии киноактёров США | Лучшая женская роль                       | Мерил Стрип                         | Номинация |